# Antillesoma
Antillesoma es un género de gusanos cacahuete perteneciente a Sipuncula. El género pertenece a la familia Phascolosomatidae. Antillesoma fue descrito en 1973 por Stephen y Edmonds.

## Descripción
Introverso variable en longitud frecuentemente casi igual a la del tronco. Los adultos no posen gancho. La  pared del cuerpo con una capa de músculo longitudinal compactada y dividida en bandas. Suelen presentar numerosos tentáculos (en los adultos más de 30) y se agrupan alrededor del órgano nucal. La vesícula d contráctil presenta muchas vellosidades. Se observan cuatro pares músculos retractores en el introverso, a menudo ampliamente fusionados. Los músculos posteriores fusionado. Dos nefridios. La talla de las especies es de pequeñas a medianas, pudiendo alcanzar 80 mm de longitud.

## Especies
- Antillesoma antillarum (Grube, 1858)[4]